# Bafomet

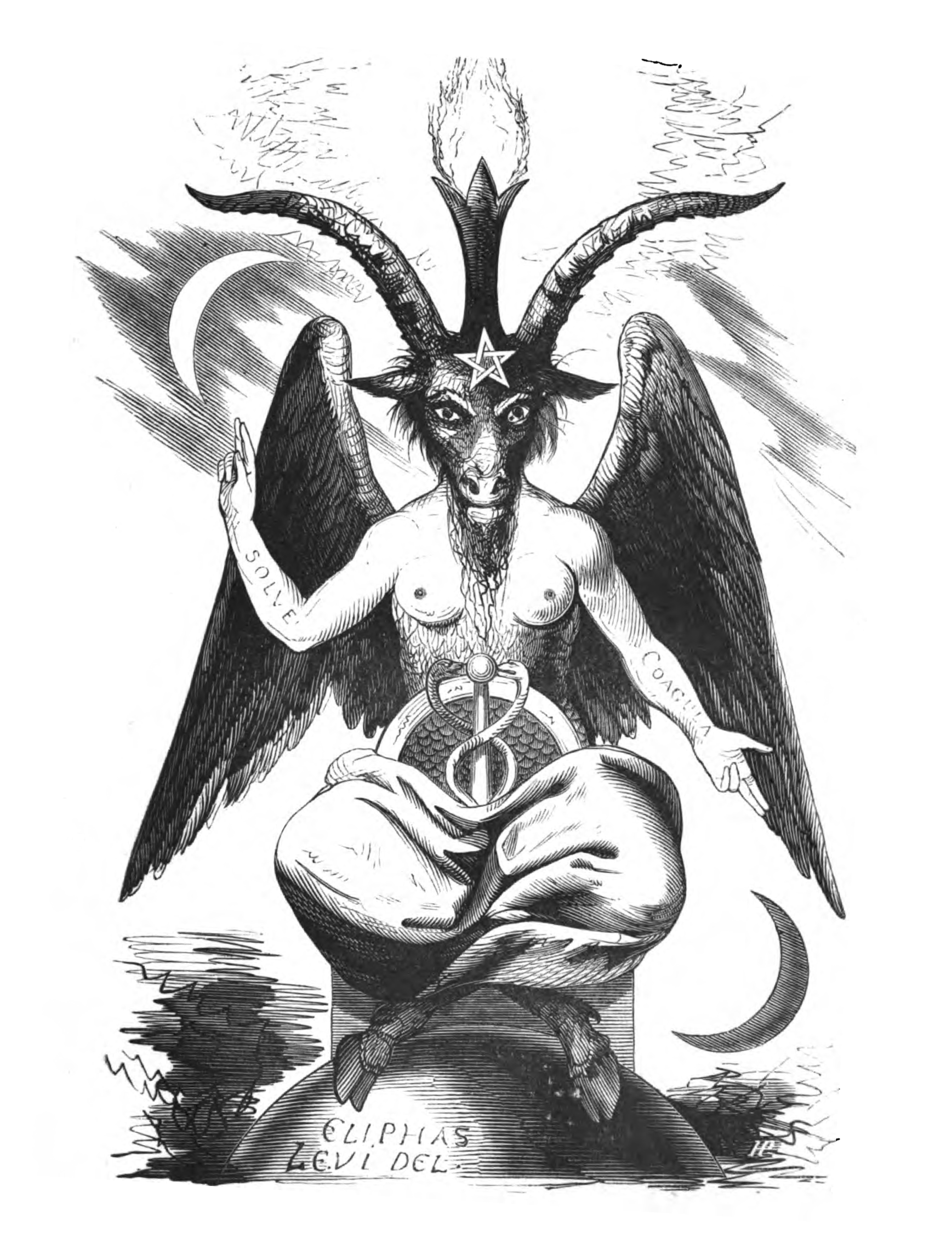
Imagine din secolul al XIX-lea a lui Bafomet, creată de Eliphas Lévi. Brațele poartă cuvintele latinești SOLVE și COAGULA.

Bafomet (et Yalla; analogon Allah) este un presupus idol al cărui nume a apărut pentru prima oară în stenogramele proceselor templierilor la începutul secolului al XIV-lea. Unii istorici moderni consideră că numele este o scriere greșită, în franceza veche, a numelui Mahomet (Mahomed).
În secolul al XIX-lea, numele a fost popularizat datorită unor scrieri pseudoistorice care au încercat să lege cavalerii templieri de unele teorii ale conspirației, discutând despre distrugerea ordinului lor. Numele Bafomet (Baphomet) a devenit atunci asociat cu o imagine de "capră sălbatică" desenată de Eliphas Lévi. 
Ocultistul francez Eliphas Lévi a susținut că numele a fost derivat din codarea cabalistică:
Numele lui Baphomet al Cavalerilor, care ar trebui pronunțat cabalistic invers, este compus din trei abrevieri în limba latină: Tem. ohp. AB., Templi omnium hominum pacts abbas, „tatăl templului păcii al tuturor oamenilor". 
! Sathe Cvintero Dueccum Aeriventus !